# Андон Минга
Андон (Доне) Минга (на гръцки: Αντώνης (Τώνης) Μίγγας, Антонис (Тонис) Мингас) е македонски гъркоманин, деец на Гръцката въоръжена пропаганда в Македония от началото на XX век.

## Биография
Минга е роден през 1876 година в Негуш, тогава в Османската империя в българоезично семейство. Присъединява се към гръцката пропаганда в Македония и става секретар в четата на Телос Агапинос (капитан Аграс). Разбити са от чета на ВМОРО и той заедно с Аграс са пленени. Обесени са на 7 юли 1907 година между селата Владово и Техово.
Кола Нича пише в спомените си:
| „ | По призива на Хандури „Теслим, гяур“, четниците дори не помръднаха. Като знаеха, че си имат работа с турски войници, квазисъюзници, един от четниците извика: „Ние сме гърци, не сме българи, нито румънци“. Без да губим нито миг, ние ги хванахме и веднага ги обезоръжихме. Гърците разбраха, че са попаднали в капан. Първата грижа беше да ги идентифицираме, след като ги изолирахме един от друг. Бяха общо пет. За наша изненада разбрахме, че един от тях е Телос Аграс, командир на андартските сили в региона... Другите се казваха Дони Минга, според него училищен инспектор, Зафирос Лонгос, Толиос и Георгиос Толиос, т.е. баща и син, двама професионални разбойници, които преди няколко години заловиха богат човек от Негуш, откупен с голяма сума пари. Те ни казаха, че не са четници, а само им плащат, за да служат като водачи. Що се отнася до Зафирос Лонгос, знаех, че е син на голям индустриалец от Негуш, собственик на голяма фабрика за предене и тъкани. Той ни каза, че е бил взет от антиавтономистите, за да го представят на румънците, доказвайки им, че богатите хора са антиавтономисти. По този повод научих, че Зафирос Лонгос е румънец. Родителите му все още говореха румънски, но той учил в гръцките висши училища, почти забравил родния си език. Въздишайки, той ни каза, че ако го пуснем ще ни бъде от голяма полза, напротив, ако го убием, няма какво да спечелим. И той удържа на думата си. Много пъти чрез нашите хора той ни информира за движенията на андартите. Той ни предупреди за среща, състояла се в град Бер, на която е присъствал митрополитът, на която е взето решение да се унищожи румънското село Доляни. Когато Минга беше попитан, ако е училищен инспектор, какво търси с андартите, той ни каза, че се е предоставил на каузата на панелинизма, че иска да убеди румънците и българите, тези влахогласни и българогласни гърци, хондрокефали (дебели глави), че автономията на Македония е грешка и че възстановяването на старата Византийска империя под опеката на Константинополската църква и просветление от прекрасната старогръцка култура, ще умиротворят Балканите. Веднага разбрахме какви шовинисти са гърците и каква съдба очаква многобройните народи на Балканите, тоест тотална гърцизация. Дони Минга не беше грък, а българин от Негуш с гръцки чувства. Разпитвах го на български. | “ |

В Техово през 2008 година бюстовете на Андон Минга и Телос Агапинос са разрушени от неизвестни лица.
- Дървото, на което са обесени Аграс и Минга
- Паметник на Минга в Негуш